# Шлемоноса ванга
Шлемоносата ванга (Euryceros prevostii) е вид птица от семейство Vangidae, единствен представител на род Euryceros. Видът е световно застрашен, със статут Уязвим.

## Разпространение
Видът е разпространен в Мадагаскар.